# Grand Theft Auto III
Grand Theft Auto III (zkracováno jako GTA III či GTA 3) je akční počítačová hra a videohra vydaná společností Rockstar Games v říjnu 2001 pro herní konzole PlayStation 2, později v květnu 2002 pro osobní počítače s operačním systémem Windows a v listopadu 2003 i pro herní konzole Xbox, v roce 2011 pro mobily se systémem Android. Hra je součástí série Grand Theft Auto, předchází jí hra Grand Theft Auto 2 a následuje Grand Theft Auto: Vice City.
Příběh se odehrává roku 2001. Hlavní postavou hry je zločinec (Claude), kterého zradila jeho přítelkyně Catalina při bankovní loupeži a který se postupně propracovává na vyšší a vyšší pozice ve světě zločinu. Nakonec stane tváří v tvář té, která ho zradila. Stejně jako v předcházejících dílech série hra nevede lineárně k cíli, ale dává hráči velkou svobodu při objevování velkého města Liberty City a plnění různých vedlejších úkolů. Poprvé v sérii je hra provedena v 3D zobrazení, do 2D zobrazení (pohled shora) lze hru také přepnout. Ve hře je možné použít také letadlo, ale nemá křídla k létání. Poprvé se v sérii GTA mění denní doba: 1 minuta ve skutečnosti = 1 hodina ve hře; 1 den trvá 24 minut.

## Mise
V GTA 3 je několik druhů misí. Jedním druhem jsou hlavní (dalo by se říct dějové) mise, tyto mise jdou hráči zadávány různými hlavními postavami v Portlandu (prvním ostrově ve hře). Těmi jsou Luigi, Joey, Tonny a na závěr Salvatore. Posléze se mafie snaží hlavního hrdinu zabít, on však uprchne na druhý ostrov, kde plní mise pro Yakuzu (v jedné z těchto misí mimo jiné zabije Salvatora).
Další mise zadávají neznámí lidé přes telefon. Další mise je možno plnit např. v autě Policie (zabíjení zločinců) v Sanitce (odvážení zraněných do nemocnice) v Požárním autě (hašení požárů).

## Postavy
- Claude je hlavní hrdina ve hře, který za celou hru nepromluví
- Salvatore Leone je don rodiny Leone, má pod sebou capa jako Luigi Goterelli, Joey Leone nebo Toni Ciprani, vyskytuje se v Grand Theft Auto San Andreas a Grand Theft Auto: Liberty City Stories
- 8-Ball je výrobce bomb a jediný člověk, kterému se s Claudem Speedem podaří uprchnout z věznice (byli jste převezeni do Portlandu) a rovnou je z toho i 1. mise.
- Luigi Goterelli je capo rodiny Leone, který vlastní Luigiho klub pro gentlemany.
- Mick Hamfists je jeden z bodyguardů, který pracuje pro Luigiho Goterelliho.
- Misty – je prostitutka v Luigiho klubu pro gentlemany.
- Catalina je šéfka Kolumbijského Kartelu, je vaší přítelkyní, která se objeví také v Grand Theft Auto: San Andreas (na konci hry ji zabijete)
- Asuka Kasen je šéfka Yakuzy a sestra Kenjiho Kasena, budete pro ni pracovat na druhém ostrově, vyskytuje je se v Grand Theft Auto: Advance
- Maria Latore je přítelkyně Salvatora Leone, která se zamiluje do Clauda Speeda, vyskytuje se v Grand Theft Auto: San Andreas a Grand Theft Auto: Liberty City Stories
- Ray Machowski je zkourumpovaný policista spolupracující s Yakuzou
- Miguel je druhý šéf Kolumbijského Kartelu
- Toni Cipriani je capo rodiny Leone, vyskytuje se v Grand Theft Auto: Liberty City Stories
- Joey Leone je capo rodiny Leone a syn Salvatora Leone, vyskytuje se v Grand Theft Auto: Liberty City Stories
- Kenji Kasen je spolušéf Yakuzy a bratr Asuky Kasen
- Donald Love je mediální magnát s vazbami na rodinu Leone, vyskytuje se v Grand Theft Auto: Vice City a Grand Theft Auto: Liberty City Stories
- Kanbu je člen Yakuzy a přítel Kenjiho Kasena
- El Burro je šéf Diablos a zadavatel několika telefonních misí
- Curly Bob je barman v Luigiho klubu pro gentlemany
- King Courtney je šéf Yardies vyskytuje se v Grand Theft Auto: Advance
- D-Ice je šéf Hoods a zadavatel několika telefonních misí
- Marty Chonks je majitel Bitch'n'dog foods a zadavatel několika telefonních misí
- Mike Forelli je vysoce postavený člen Forelliho rodiny
- Phil Casidy je prodejce ilegálních zbraní a válečný veterán vyskytuje se v Grand Theft Auto: Vice City Stories, Grand Theft Auto: Vice City a Grand Theft Auto: Liberty City Stories
- Starý orientální gentleman je vězeň, který byl unesen Kolumbijským Kartelem z vězeňského transportéru a spolupracovník Donald Lovea

## Ocenění
- V roce 2016 bylo Grand Theft Auto III zařazeno do síně slávy videoher[1]